# Rik Clément
Pour les articles homonymes, voir Clément.
Rik Clément de son vrai nom Henri Clément, né le 24 décembre 1920 à Mont-Saint-Amand (province de Flandre-Orientale) et mort le 19 janvier 2008, est un journaliste, illustrateur et auteur de bande dessinée belge néerlandophone. Également connu sous les pseudonymes Ric, Rik, Rik Leeman, Clem Henry.

## Biographie
Henri Clément naît le 24 décembre 1920 à Mont-Saint-Amand,.
À l'âge de vingt ans, il étudie la peinture à l'Institut Saint-Luc de Gand, mais un an plus tard, la Seconde Guerre mondiale interrompt ses études. Inspiré par Hergé, il publie ses premières bandes dessinées en 1943. Elles paraissent dans le supplément pour enfants du journal contrôlé par les nazis De Jonge Nationaal-Socialist. Après la guerre, il reprend ses études et obtient un diplôme d'histoire de l'art et d'architecture à l'Université de Gand. Au début, il gagne sa vie en tant que peintre et illustrateur, tout en envisageant un métier d'enseignant. À la fin des années 1940, il réalise des dessins pour Taptoe, un supplément pour enfants du journal Het Volk. Grâce à ce travail, il devient reporter et rédacteur pour Het Volk, illustrant ses propres articles.

### Bazielken
Le 21 février 1949, il publie sa première véritable bande dessinée construite autour d'un personnage récurrent, Bazielken. Les Aventures de Bazielken sont publiées dans le journal Het Volk et commencent avec le récit Bazielken in Amerika. Écrite par Pol Ingier, la bande dessinée a une tendance satirique et se poursuit pendant trois histoires supplémentaires jusqu'en 1950. En 2020, la collection « Fenix » de l'éditeur Het Vlaams Stripcentrum accueille le premier volume de cette série.

### DansTintin
En 1950, il illustre deux contes de Raoul Dautry ainsi qu'une nouvelle de Tonet Timmermans dans Tintin. L'année suivante, il illustre un conte de la même Tonet Timmermans. Après une absence de 14 ans, il revient publier un mini-récit en 8 planches sur un scénario de Daniël Jansens.

### Les one shots
Il est également présent dans les magazines apparentés à Het Volk, à savoir le supplément dominical Ons Zondagsblad, et l'hebdomadaire pour enfants 't Kapoentje, ainsi que leurs homologues wallons Samedi-Jeunesse dès 1957 et Le Petit Luron. En 1970, il devient rédacteur en chef de Ons Zondagsblad. Les illustrations de Clément paraissent également dans Vlaamse Filmpjes, l'Almanach de Snoeck et les magazines De Week et Le Courier d'Afrique, distribués dans le Congo belge. Pour De Volksmacht, il dessine Everard 't Serclaes (1955), une adaptation en bande dessinée du roman chevaleresque du même nom d'Hendrik Conscience. Publié sous forme de bande dessinée textuelle, avec le texte écrit sous les images. Pour le Weekblad d'Averbode, Clément réalise des illustrations maussades et expressionnistes pour des histoires textuelles de John Flanders et la bande dessinée textuelle Pat Patterson - Het Groene Oog (1959). Une autre création de cet hebdomadaire est la bande dessinée humoristique Kadijster à partir du 31 janvier 1960 et publiée tardivement par Het Vlaams Stripcentrum en 2023. Les dessins de Rik Clément sont également publiés dans le magazine Zonneland des Éditions Averbode, où il publie quatre aventures de De Musketiers van 't Schipperskwartier [« Les Mousquetaires du quartier des armateurs »] à partir du 4 mars 1962. La série est ensuite replacée dans Ohee, le supplément hebdomadaire pour enfants du journal Het Volk.
Pour le supplément pour enfants de Het Volk, 't Kapoentje, Clément conçoit des en-têtes, des logos, des lettrages et, bien sûr, des illustrations et des bandes dessinées. Il illustre les histoires De Mannen van 't Pleintje. Avec son ami, le romancier John Flanders, il réalise à sa demande un one shot la bande dessinée d'aventure de 13 pages Het Vuur van St. Elmusv (1952), basée sur une légende folklorique des Shetland. Son dessin est sobre mais expressif. Il paraît dans 't Kapoentje à partir du 20 novembre 1952, mais il existait déjà quelques années avant sa publication. Elles est également publiée en français sous le titre Les Feux de Saint-Elme dans Petits Belges Elle est replacée dans Le Petit Luron, l'homologue wallon de 't Kapoentje du 21 août au 13 novembre 1954. De son propre aveu, il déclare que sa carrière de dessinateur de bande dessinée est lancée grâce à Jean Ray. Il est également le créateur du personnage Vader Kapoen (Père Capon), une figure paternelle qui racontait des histoires aux jeunes lecteurs de 't Kapoentje. En 1969, Leo Debudt, dit Buth utilise le même personnage, mais dans une version repensée, pour présenter des bandes dessinées biographiques historico-éducatives, écrites et dessinées par lui-même.
Il illustre également plusieurs romans de Jean Ray et il collabore avec lui à la bande dessinée d'aventure réaliste Pat Patterson en het Groen Oog (1959), parue dans le Weekblad d'Averbode. À la fin des années 1970 ou dans les années 1980, il adapte en bande dessinée les nouvelles de cet auteur De Straat der zeven duivels, De Rokende Doodskop et Kerstnacht te Preston. Ces trois histoires sont rééditées en 2001 par Brabant Strip dans leur collection « Fenix ». Un long récit de John Flanders et Rik Clément de la même période, De Steeg Van De Gehangene est également réédité sous forme d'album par Brabant Strip en 2004.
Rik Clément dessine également deux bandes dessinées de propagande pour inciter les lecteurs à voter pour des membres du parti politique CVP.

### Roland
L'une des séries de bandes dessinées à l'existence la plus longue de Rik Clément est Reinhart, De Eenzame Ridder [« Reinhart, le chevalier solitaire »], plus tard abrégée en Ridder Reinhart (Roland) (1955-1963). Cette bande dessinée chevaleresque sur un chevalier médiéval solitaire fait ses débuts le 10 novembre 1955 dans le magazine pour enfants 't Kapoentje. La série est également replacée dans Ohee. L'épisode Le Masque Rouge est publié dans Samedi-Jeunesse no 52 en 1962 dont il fait la couverture. Ridder Reinhart est une série dramatique, dessinée dans un style réaliste, qui emprunte évidemment beaucoup au Prince Vaillant de Harold Foster et à Éric, l’homme du Nord de Hans Kresse. En fait, le visage de Reinhart a une ressemblance étrange avec Éric, l’homme du Nord. Le noble chevalier vit neuf longues aventures jusqu'en 1963.

### Double Dé
La série la plus connue et la plus longue de Rik est Dees Dubbel qu'il réalise seul. Le personnage ventru et moustachu est présenté pour la première fois aux lecteurs le 27 novembre 1955 dans Ons Zondagsblad. La série est traduite en français sous la dénomination Double Dé qui est publiée dans Le Petit Luron de 1955 à 1967. Lorsque la série est transférée au journal Het Volk, Double Dé a un acolyte dénommé César. La série est également publiée dans Ohee. Les aventures de Dees Dubbel connaissent 45 longs récits jusqu'en 1982.

### Jan Knap
À partir du 25 juin 1963, il anime dans ''t Kapoentje une autre série, Jan Knap, sur un brillant détective. Le personnage est à bien des égards une copie conforme du Gil Jourdan de Maurice Tillieux, en raison de sa conception et de sa profession. La série qui compte trois histoires complètes est également replacée dans Ohee, mais elle est renommée : Dick Durf.

### Fin de carrière et mort
Clément reste un illustrateur productif pendant la majeure partie des années 1950 et 1960. Il peut travailler rapidement et efficacement, ce qui le rend très demandé. Indifférent à toute prétention artistique, Clément réalise des bandes dessinées d'aventures simples dont l'amusement est le seul but. Il considère que sa carrière de journaliste prime sur celle de bande dessinée. En 1986, il arrête de dessiner des bandes dessinées, mais reste actif dans la rédaction de reportages journalistiques sous le pseudonyme de Clem Henry jusqu'au début des années 2000. Des articles notables concernent le vol du panneau Les Juges intègres du triptyque l'Adoration de l'Agneau mystique, une œuvre de Hubert van Eyck et de son frère Jan van Eyck, à la Cathédrale Saint-Bavon de Gand.
En outre, on lui doit la participation à l'album collectif Flash Back (Comic! Events, 1995).
Il meurt le 19 janvier 2008, à l'âge de 87 ans.
En 2013, se tient une exposition collective au Parlement flamand à Bruxelles où ses originaux sont exposés.

## Œuvres
Liste des publications en français

### Albums de bande dessinée

#### Samedi-Jeunesse
- 52. Le Masque rouge[12], Éditions Samedi, coll. « Samedi-Jeunesse », février 1962
Scénario et dessin : Rik - Couleurs : noir et blanc

### Collectifs
- Flash Back[13], Comic! Events, août 1995
Scénario : collectif - Dessin : collectif dont Rik - Couleurs : noir et blanc,Ce Flash Back a été réalisé en collaboration avec Bédéciné Illzach et édité à l'occasion du 10e festival BD Coxyde (15 juillet au 6 août 1995) à 1 500 exemplaires numérotés à la main. Rares textes et titres des séries en deux langues : français et flamand. D/1995/6941/06. Format à l'italienne.

#### Livres
: document utilisé comme source pour la rédaction de cet article.
- (nl) « Rik », dans Striptekenaars in Vlaanderen, Anvers, Vlaamse Onafhankelijke Stripgilde, 1982, 132 p., ill. (ISBN 90-70481-15-4, OCLC 902354153, présentation en ligne).
- (nl) Jan Hoet et Dany Vandenbossche, « Rik Leeman », dans De wereld van de strips in originelen [« Le Monde de la bande dessinée en originaux »], Bruxelles, Vlaams Parlement, 2013, 68 p., PDF (OCLC 901366732, lire en ligne), p. 49. .